# Geranomyia vindicta vindicta
Geranomyia vindicta là một phân loài ruồi của loàiGeranomyia vindicta trong họ Limoniidae. Chúng phân bố ở vùng Tân nhiệt đới.